# Los Pumares (Lamasón)
Los Pumares es una localidad del municipio cántabro de Lamasón, en España. Tenía en 2022 una población de 35 habitantes (INE). Se encuentra a 343 m s. n. m. y dista 4 kilómetros de Sobrelapeña, capital municipal.
- Datos: Q5980262